# Reinhart Dozy

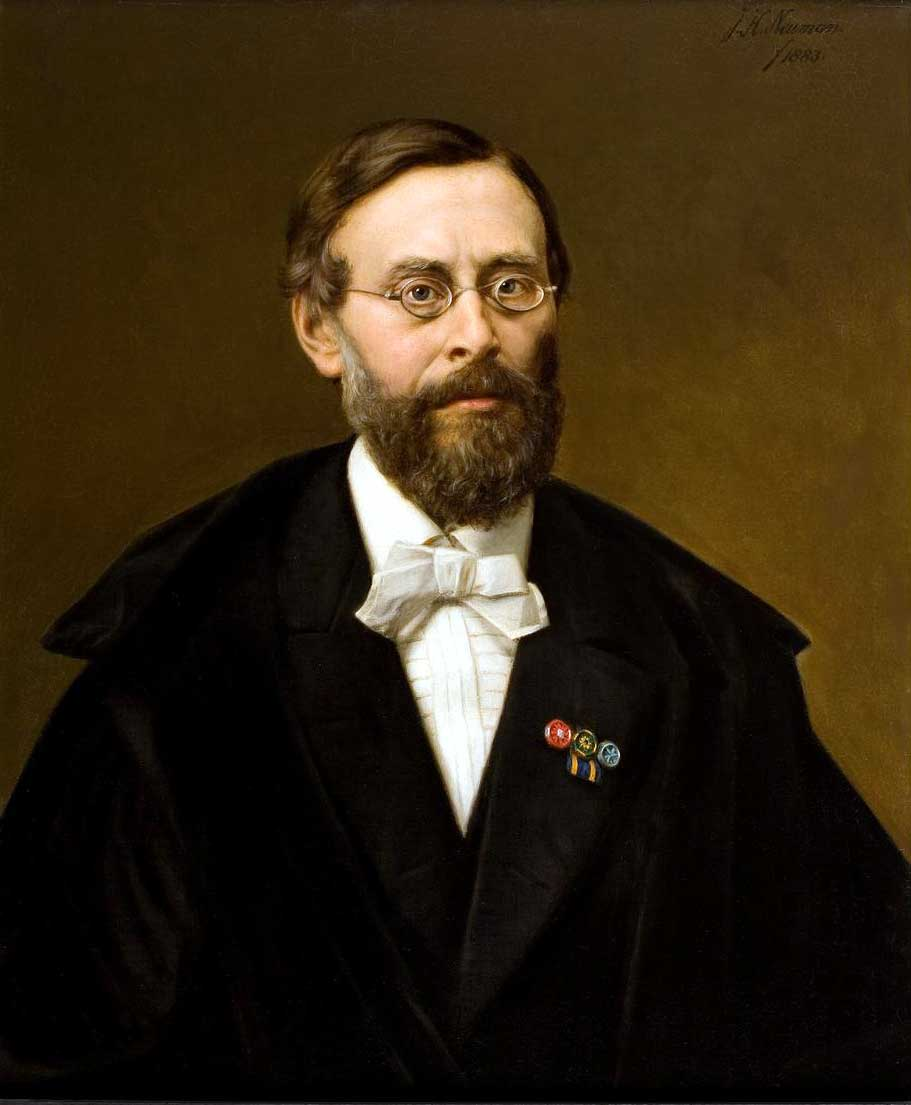
Reinhart Dozy.

Reinhart Pieter Anne Dozy, född den 21 februari 1821 i Leiden, död där den 3 maj 1881, var en nederländsk orientalist av fransk härkomst.
Dozy studerade historia och filologi i sin födelsestad. Han blev ordinarie professor i historia där 1857. Av stor betydelse var Dozys arbeten om den arabiska filologin och arabernas historia i Nordafrika och Spanien. Bland hans skrifter märks Dictionnaire  détaillé des noms des vêtements chez les arabes (1845), History of the Almohades (1847), Recherches sur l'histoire politique et littéraire de l'Espagne pendant le moyen àge (1849) och i synnerhet Supplément aux dictionnaires arabes (2 band, 1881) samt Glossaire des mots espagnols et portugais dérivés de l'arabe (tillsammans med Wilhelm Hermann Engelmann, 2:a upplagan 1869).